# Walther Thiede
Walther Thiede (* 18. Dezember 1931 in Berlin; † 6. September 2011 in Köln) war ein deutscher Pharmazeut, Geschäftsführer und Ornithologe.

## Studium und berufliche Laufbahn
Walther Thiede, geboren in Berlin-Schmargendorf als Sohn von Elisabeth Thiede, geborene Nickel, und des Rechtsanwalts und Notars Walther Thiede, wuchs in Hamburg als Kind einer Apothekerfamilie auf. Auch seine Mutter war Apothekerin. Walther Thiede studierte in Bonn, Frankfurt am Main und Hamburg Pharmazie, bestand 1959 das Pharmazeutische Staatsexamen und erhielt 1960 seine Approbation als Apotheker. Er hatte während des Studiums der Pharmazie intensive Studien am Rotschenkel und Sandregenpfeifer durchgeführt. Nach seiner Approbation studierte der Apotheker Zoologie. 1964 wurde er in Biologie bei Günther Niethammer in Bonn zum Dr. rer. nat. promoviert. Thema seiner Promotion war Die Verbreitung des Rotschenkels. Von 1964 bis 1966 arbeitete er als Apotheker in Hamburg. Von 1966 bis 1973 arbeitete er als wissenschaftlicher Mitarbeiter des deutschen Pharmaunternehmens Asta-Werke in Bielefeld. Von 1968 bis 1973 arbeitete und lebte er durchgehend in Japan. Ab 1966 war er über fünf Jahr zeitweise in Kobe in Japan als Wissenschaftlicher Delegierter Fernost eingesetzt. Nach der Rückkehr nach Deutschland war Thiede in verschiedenen leitenden Positionen in der Pharmaindustrie. Er war von 1973 bis 1975 Geschäftsführer bei Lipha Arzneimittel GmbH in Essen, von 1976 bis 1979 Marketing- und Vertriebsleiter bei Kettelhack Riker Pharma GmbH in Borken (Westfalen), von 1979 bis 1987 Geschäftsführer der UCB-Chemie GmbH in Kerpen und von 1988 bis 1994 Vertriebsleiter bei der Weimer Pharma GmbH in Rastatt.

## Autor, Übersetzer und Herausgeber
Er schrieb hunderte größere und kleinere ornithologische Artikel, vier Bücher und übersetzte drei Bücher. 1969 erschien die Übersetzung aus dem Dänischen Der Vogelzug von Finn Salomonsen. Sein Thiedes Buch Vögel hatte von 1976 bis 2013 21. Auflagen. Das Buch Wasservögel und Strandvögel hatte von 1979 bis 2012 7. Auflagen. Im Jahr 1980 erschien es unter dem Titel Water and shore birds auch in Großbritannien. Greifvögel und Eulen erschien von 1999 bis 2012 in 6. Auflagen. 2007 erschien es unter dem Titel Poznáváme dravce a sovy in Prag. Im Jahr 2009 erschien es in Belgien in Niederländisch (Deltas gids voor roofvogels en uilen) und Französisch (Rapaces, chouettes et hiboux).
1982 übersetzte und bearbeitete er das unter dem Titel BLV-Vogelführer erschienene Buch von Stuart Keith und John Gooders. Er übersetzte und bearbeitete das 1986 erschienene Buch Greifvögel aus dem Dänischen. Dieses Buch erschien 2005 in der 5. Auflage und entwickelte sich zu einem Standardwerk für deutschsprachige Ornithologen. Das von ihm 2000 übersetzte Buch Tierspuren erschien 2009 in der 3. Auflage. Bei diesen drei von ihm übersetzten und bearbeiteten Büchern erschien der Name Walther Thiede jeweils auch auf der Titelseite.
Seit den 1950er Jahren war er redaktioneller Mitarbeiter der Monatszeitschrift Ornithologische Mitteilungen (OM). Nach dem Tod des Herausgebers Herbert Bruns 1998 wurde er zum Herausgeber dieser Zeitschrift. Noch am Todestage arbeitete er, um das Heft 9 des Jahrgangs 2011 der OM fertigzustellen.
Thiede hat nie mit PC oder Internet gearbeitet. So redigierte er seine Zeitschrift noch im Stile der 1970er Jahre mit Stift und Schreibmaschine.

## Privatleben
Er wohnte seit seiner Rückkehr aus Japan in Köln-Lövenich. Seit Weihnachten 2010 nach einem Unfall im Rollstuhl sitzend starb er am 6. September 2011 in seinem Haus. Sein Nachlass mit der riesigen Privatbibliothek ging an die von ihm gegründete und zum Alleinerben eingesetzte Dr.-Walther-Thiede-Stiftung. Bei dieser ornithologischen Privatbibliothek handelte es sich um die größte Deutschlands in Privathand.
Thiede sprach neben anderen Sprachen Japanisch, Dänisch und Schwedisch fließend. Er unterhielt enge Kontakte zu Ornithologen in Skandinavien, Osteuropa und Ostasien. Er versorgte Ornithologen östlich des Eisernen Vorhangs jahrelang kostenlos mit Literatur. Nach dem Mauerfall war er 1990 an der Wiedergründung bzw. Neugründung des Vereins sächsischer Ornithologen (VSO) und Vereins Thüringer Ornithologen (VTO) beteiligt. Er wurde 2002 Ehrenmitglied des VSO. Er wurde auf dem Friedhof Köln-Nord (Pallenbergstraße) neben seiner Ehefrau Ulrike begraben.
Walther Thiede war evangelisch. Seine Ehefrau Ulrike Thiede, geborene Schumacher (* 23. März 1934; † 13. Juli 2005), war Zoologin und Japanologin. Sie studierte Naturwissenschaft und Philosophie, ferner war sie in beiden Fachbereichen zum Doktor promoviert worden. Nach dem Katalog der Deutschen Nationalbibliothek schrieb sie fünf Bücher allein und war als Autorin an weiteren zehn Büchern beteiligt. Ulrike Thiede war noch zum Zeitpunkt ihres Todes Lehrbeauftragte für Japanologie an der Bremer Hochschule für Wirtschaft. Von 2004 bis 2005 war sie Vorsitzende des KölnAgenda e.V.

## Ornithologische Werke
- Vogelwelt in Oberberg. 1965.
- Vögel (BLV-Naturführer). BLV Verlag, München 1976–1983, ISBN 3-405-11620-1.
- Wasservögel und Strandvögel (BLV-Naturführer). BLV Verlag, München 1979–1982, ISBN 3-405-12058-6.
- Greifvögel und Eulen. BLV Verlag, München 1999, ISBN 3-405-15117-1.

## Übersetzungen und Bearbeitungen
- Stuart Keith, John Gooders: BLV Vogelführer. 2. Auflage. BLV-Verlag, München 1982, ISBN 3-405-12476-X.
- Benny Génsbøl, Bjarne Bertel: Greifvögel. BLV Verlag, München 1986, ISBN 3-405-13152-9.
- Preben Bang, Preben Dahlström: Tierspuren. BLV Verlag, München 2000, ISBN 3-405-15846-X.